# Antoine de Seguiran
Pour les articles homonymes, voir Seguiran.
Antoine de Seguiran, dit le chevalier de Seguiran, est un militaire français du XVIIe siècle.
En revanche, le contributeur de l’Encyclopédie est très probablement Joseph Raymond de Séguiran, dit (aussi) le chevalier de Séguiran. C’est lui qui épouse Anne Pauline Le Breton (1740-1821), un temps fiancée à Beaumarchais.
Frank Kafker ne mentionne aucun prénom et se contente d’un « Seguiran (?-?), an unidentified Encyclopedist ».
Bien que mort très jeune, Joseph Raymond de Séguiran (1737-1767) était « jeune, aimable, rempli de connaissances, d’esprit et de talents, avec les meilleurs principes »,.
Le chevalier de Seguiran envoya ses remarques trop tard à l'Encyclopédie de Diderot et D’Alembert pour qu’elles puissent être incluses dans l’article VÉRITÉ, aussi ont-elles été ajoutées à l'article VERTU de Romilly le fils.
Pierre de Séguiran du Fuveau (1739-1789) est son frère.